# Humberto Porto
Humberto Porto (Salvador, 19 de janeiro de 1908 — Rio de Janeiro, 23 de setembro de 1943) foi um compositor brasileiro.
Parceiro de Assis Valente, Benedito Lacerda, Herivelto Martins. Foi gravado por cantores como Carmen Miranda, Dalva de Oliveira, Francisco Alves e pelo Trio de Ouro. Na década de 1930, fazia parte da nata da música popular brasileira como compositor respeitado no meio, sendo inclusive o precursor do lamento na rítmica brasileira. 
Em 1973, foi gravado pela cantora Simone a música Lamento Negro (em parceria com Secondino), no disco Á Bruxelllles - Brasil Eport/73. Em suas músicas, tratava muito sobre a religiosidade baiana e sobre os negros e sua história de escravidão. Morreu uma semana depois de seu pai, suicidando-se. Muito se diz sobre sua vocação em ajudar pessoas mais humildes, recolhendo mulheres em situações de risco na rua e aplicando-lhe medicações, colocando em prática sua quase formação em medicina.
Sua música mais famosa, a marcha carnavalesca "A Jardineira", em parceria com Benedito Lacerda e gravada por Orlando Silva, teve a autoria contestada, e o próprio autor admitiu que realizou uma adaptação do cancioneiro popular da Bahia.